# Jesús María Satrústegui
Jesús María Satrústegui Azpiroz, né le 12 janvier 1954 à Pampelune, Navarre, est un ancien footballeur espagnol, attaquant.
Satrústegui totalise 32 sélections et 8 buts en Équipe d'Espagne, avec qui il a disputé la coupe du monde 1982.

## Clubs
- 1971-1973 :  San Sebastián CF
- 1973-1986 :  Real Sociedad

## Palmarès
- Championnat d'Espagne de football : 1981 et 1982